# Juan Rocha Reyes
Juan Rocha Reyes är en ort i Mexiko.   Den ligger i kommunen Xochistlahuaca och delstaten Guerrero, i den sydöstra delen av landet, 300 km söder om huvudstaden Mexico City. Juan Rocha Reyes ligger 320 meter över havet och antalet invånare är 104.
Terrängen runt Juan Rocha Reyes är kuperad. Runt Juan Rocha Reyes är det ganska glesbefolkat, med 50 invånare per kvadratkilometer. Närmaste större samhälle är Tlacoachistlahuaca, 11,2 km nordväst om Juan Rocha Reyes. Omgivningarna runt Juan Rocha Reyes är en mosaik av jordbruksmark och naturlig växtlighet.